# Muhajris
Muhajris (Meharrize, Mheiriz, Mehaires, arab. ‏محيرس‎) – miejscowość i oaza w Saharze Zachodniej na obszarze kontrolowanym przez Saharyjską Arabską Republikę Demokratyczną. Miejscowość leży na wschód od wału zachodniosaharyjskiego, na północ od pobliskiej granicy z Mauretanią.
W celu zapewnienia warunków do życia w tzw. „wolnej strefie” władze SARD wybudowały w miejscowości szkołę, punkt opieki medycznej i wspierają budowę farm, co owocuje stopniowym wzrostem liczby mieszkańców.
Muhajris jest siedzibą Czwartego Regionu Wojskowego SARD i miejscem corocznych zawodów i ćwiczeń taktycznych jednostek wojskowych Frontu Polisario. Znajduje się tam również posterunek ONZ-owskiej misji MINURSO.